# Falcon Northwest
Falcon Northwest è un produttore di Pc con sede a Medford (USA), fondata nel 1992 dal suo attuale presidente Kelt Reeves.
La società cominciò focalizzandosi su sistemi per applicazioni CAD.
Falcon Northwest è considerata un pioniere nel campo come furono la prima compagnia a specializzarsi solamente in hardware ad alto livello.